# 納戶町
納戶町（日语：／ Nandomachi */?）是東京都新宿區的町名。未實施住居表示。2013年8月1日為止的人口有935人。郵遞區號為162-0837。

## 地理
位於新宿區東部。東北鄰中町、南町，東南接払方町、市谷鷹匠町，南通市谷左內町，西連二十騎町、市谷加賀町，西北臨南山伏町、細工町。牛込中央通通過本町。納戶町以住宅地為主，也有許多公寓大樓。町域南部有大日本印刷相關設施。

## 歷史
- 1683年（天和3年）：此地的天龍寺因大火而遷離，後寺地一部分與御納戶役同心組屋敷合併為牛込御納戶町。
- 1869年（明治2年）：與西南的旗本宅地改稱牛込納戶町。
- 1872年（明治5年）：與南端的市谷平山町合併。
- 1911年（明治44年）：去除牛込的冠稱，為納戶町。

### 地名由來
因納戶役同心的組屋敷而得名。御納戶役是管理將軍財物、獻上品與下賜品的役職。

## 交通
町域內沒有鐵路車站，可利用都營大江戶線牛込神樂坂站與JR東日本、東京地下鐵、都營地下鐵市谷站。

## 備註
1. ↑  『角川日本地名大辞典 13　東京都』、角川書店、1991年再版、P877
2. ↑  .   [2013-08-10]. （原始内容存档于2014-08-19）.

## 外部連結
- 新宿區役所 （页面存档备份，存于）